# Бирманска феерна отровница
Бирманска феерна отровница (Azemiops feae) е вид змия от семейство Отровници (Viperidae). Видът не е застрашен от изчезване.

## Разпространение
Разпространен е във Виетнам, Китай (Анхуей, Гансу, Гуанси, Гуейджоу, Джъдзян, Дзянси, Съчуан, Тибет, Фудзиен, Хунан, Шънси и Юннан) и Мианмар.